# Daglösen, Värmland
Daglösen är en sjö i Filipstads kommun i Värmland och ingår i Göta älvs huvudavrinningsområde. Sjön är 26 meter djup, har en yta på 7,28 kvadratkilometer och är belägen 128 meter över havet. Sjön ligger söder om Filipstad och fylls på av Lersjön via Skillerälven, och avvattnas av vattendraget Timsälven (Nordmarksälven).

## Omgivning
Daglösens östra och södra stränder består huvudsakligen av skogsmark, medan sjöns västra och norra strand i huvudsak består av åkermark och tätortsbebyggelse. Sjön har en hög näringsbelastning vilket har fått effekter på dess ekologiska status. Samtliga stränder är påverkade av den omgivande infrastrukturen. Strandskyddet vid mellersta och södra delarna av Daglösen är utökat till 200 respektive 150 meter på land och i vatten. Den mellersta delen berörs även av landskapsbildsskydd.

## Rekreation
Daglösen ingår även i turist- och rekreationsstråket Bergslagskanalen. En kanotled går runt sjön (Järnrundan).

## Delavrinningsområde
Daglösen ingår i det delavrinningsområde (661764-140963) som SMHI kallar för Utloppet av Daglösen. Medelhöjden är 172 meter över havet och ytan är 42,57 kvadratkilometer. Räknas de 52 avrinningsområdena uppströms in blir den ackumulerade arean 488,98 kvadratkilometer. Timsälven (Nordmarksälven) som avvattnar avrinningsområdet har biflödesordning 3, vilket innebär att vattnet flödar genom totalt 3 vattendrag innan det når havet efter 345 kilometer. Avrinningsområdet består mestadels av skog (58 procent). Avrinningsområdet har 7,58 kvadratkilometer vattenytor vilket ger det en sjöprocent på 17,8 procent. Bebyggelsen i området täcker en yta av 2,44 kvadratkilometer eller 6 procent av avrinningsområdet.